# Staatssekretariat für internationale Finanzfragen
Das Staatssekretariat für internationale Finanzfragen (kurz: SIF) ist eine Fachbehörde der Schweizerischen Eidgenossenschaft. Es ist ein dem Eidgenössischen Finanzdepartement (EFD) unterstelltes Amt der schweizerischen Bundesverwaltung und besteht seit dem 1. März 2010. Hauptsitz des SIF ist der Bernerhof in der Bundesstadt Bern.

## Ziele
Das SIF wahrt die Interessen der Schweiz in internationalen Finanz-, Steuer- und Währungsangelegenheiten. Es fördert die internationale Wettbewerbsfähigkeit und die Integrität des Finanzplatzes Schweiz, den Zutritt zu ausländischen Finanzmärkten und die Stabilität des schweizerischen Finanzsektors.

## Funktion
Das SIF verantwortet die Koordination und die strategische Führung in internationalen Finanz-, Währungs- und Steuerfragen. Zur Verfolgung seiner Ziele nimmt das SIF die folgenden Funktionen war:
- Stärkung der internationalen Stellung der Schweiz im Finanz- und Steuerbereich
- Wahrung der Interessen der Schweiz in massgeblichen Gremien wie dem Internationalen Währungsfonds (IWF) und dem Financial Stability Board (FSB)
- Beteiligung an den internationalen Bemühungen zur Bekämpfung der Finanzkriminalität und Terrorismusbekämpfung
- Analyse der Entwicklungen der Finanzmärkte in der Schweiz und im Ausland
- Weiterentwicklung der Gesetzgebung (Legislative) für die Finanzbranche

## Personalbestand
| Jahr | Vollzeitstellen |
| ---- | --------------- |
| 2010 | 32              |
| 2011 | 36              |
| 2012 | 60              |
| 2013 | 73              |
| 2014 | 77              |
| 2015 | 80              |
| 2016 | 82              |
| 2017 | 87              |
| 2018 | 86              |
| 2019 | 86              |
| 2020 | 87              |
| 2021 | 86              |
| 2022 | 86              |
| 2023 | 85              |
| 2024 | 92              |